# Дружинин, Фёдор Афанасьевич
Фёдор Афанасьевич Дружинин (13 февраля 1926, Логоушка, Уральская область — 24 августа 1996, Челябинск) — старший вальцовщик калибровочного стана Челябинского трубопрокатного завода Министерства чёрной металлургии СССР. Герой Социалистического Труда (1971), участник Великой Отечественной войны.

## Биография
Фёдор Афанасьевич Дружинин родился 13 февраля 1926 года в крестьянской семье в деревне Логоушка (Логушка) Логоушинского сельсовета Мишкинского района Челябинского округа Уральской области РСФСР, ныне деревня входит в Мишкинский муниципальный округ Курганской области. Русский.
Окончил семилетнюю школу. До призыва на фронт в ноябре 1943 году работал в местном колхозе. Призван Мишкинский РВК. Участвовал в Великой Отечественной войне в составе 333-го стрелкового полка 6-й стрелковой дивизии 40-й армии 2-го Украинского фронта. Воевал в Румынии, Венгрии и Чехословакии. 23 марта 1945 года получил тяжёлое сквозное осколочное ранение головы на территории современной Словакии. Около года находился в госпиталях. Последний госпиталь — эвакуационный госпиталь 3187 в городе Махачкале.
Вернувшись домой, с февраля 1946 года беспартийный Ф. Дружинин работал продавцом в сельпо села Масли Маслинского сельсовета Мишкинского района, затем уехал в город Челябинск.
C 1949 года трудился вальцовщиком, старшим вальцовщиком калибровочного стана на Челябинском трубопрокатном заводе. В числе первых успешно освоил непрерывную точную сварку на первом в стране агрегате.
Указом Президиума Верховного Совета СССР от 30 марта 1971 года за выдающиеся успехи, достигнутые при выполнении заданий пятилетнего плана по развитию чёрной металлургии удостоен звания Героя Социалистического Труда с вручением ордена Ленина и золотой медали «Серп и Молот».
Избирался депутатом <какого?> районного, Челябинского городского, Челябинского областного Советов депутатов трудящихся шести созывов, являлся членом ЦК профсоюзов чёрной металлургии.
В 1981 году вышел на пенсию.
Инвалид Отечественной войны 1 группы Фёдор Афанасьевич Дружинин скончался 24 августа 1996 года. Похоронен на Сухомесовском кладбище Ленинского района города Челябинска Челябинской области.

## Награды
- Герой Социалистического Труда — указом Президиума Верховного Совета СССР от 30 марта 1971 года
  - Медаль «Серп и Молот» № 14407
  - Орден Ленина № 405963
- Орден Ленина № 363765, 22 марта 1966 года
- Орден Отечественной войны I степени, 6 апреля 1985 года[2]
- Медаль «За отвагу», 6 ноября 1947 года[3]
- Медаль «За трудовое отличие»
- Юбилейная медаль «За доблестный труд. В ознаменование 100-летия со дня рождения Владимира Ильича Ленина»
- Медаль «Ветеран труда»
- Медаль Жукова
- Премия Носова – высшая профессиональная награда металлургов СССР.
- Почётный гражданин села Краснознаменского Мишкинского района.